# 비밀의 섬
〈비밀의 섬〉은 ABC를 통해 방영된 텔레비전 드라마 시리즈 로스트의 첫번째 방영 에피소드로 총 2화고 구성되어 있다. 첫화는 2004년 9월 22일에 방영되었고 두번째 화는 9월 23일에 방영되었다. 두 방영본 모두 J. J. 에이브럼스가 감독을 맡고 각본은 데이먼 린들로프, 제프리 라이버가 맡았다. 촬영은 하와이 오아후섬에서 이뤄지고 총 촬영비용은 1천만 ~ 1천 4백만 달러로 역대 파일럿 에피소드 촬영 중에서 가장 높은 촬영비용이다. 이는 작중 등장하는 815편의 본래 모습인 퇴역 항공기 록히드 L-1011 트라이스타 구입 비용 등에서 기인한 것이다. 미국 현지 방영 제목은 〈Pilot〉이다.